# Nikolaikirche (Wien)

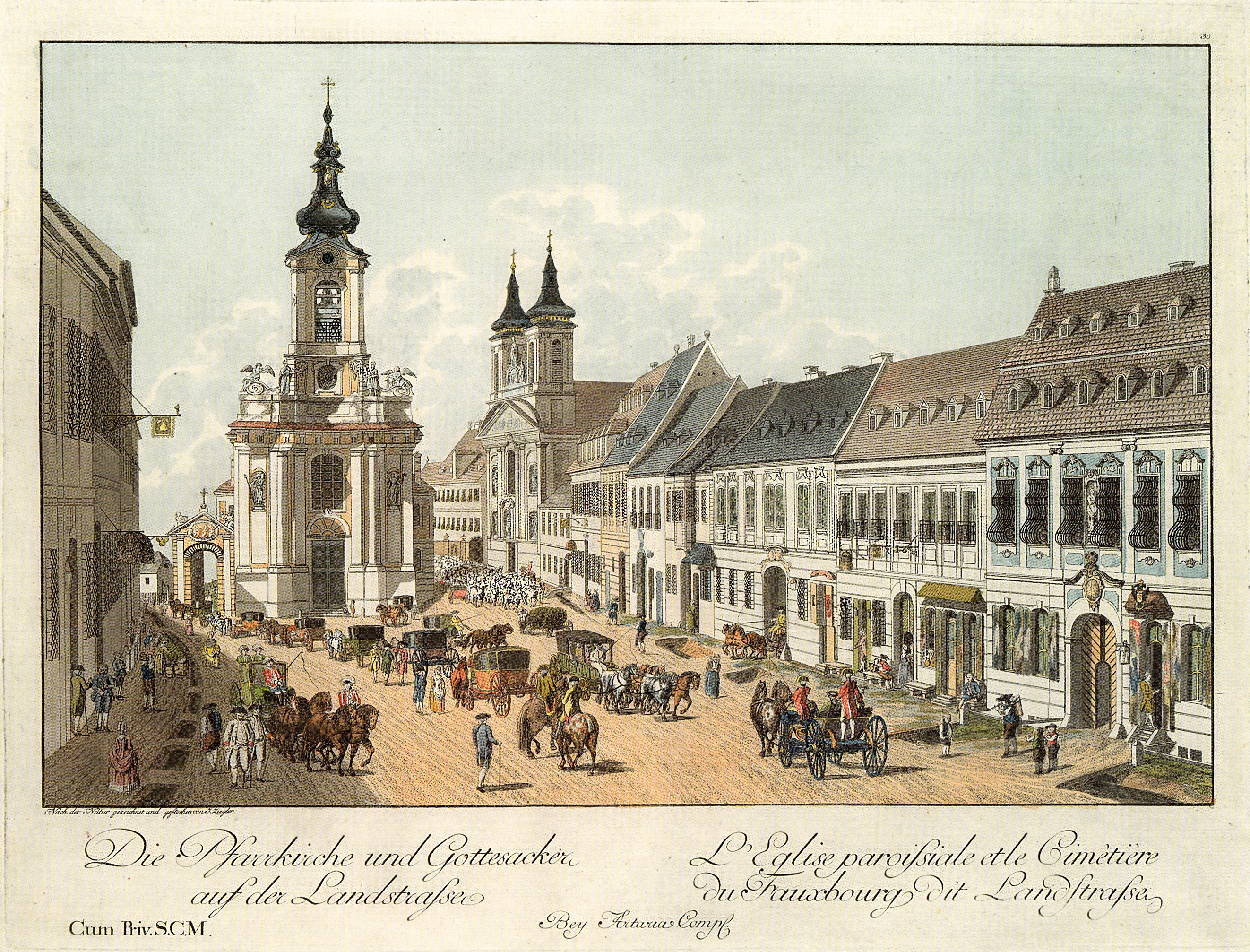
Die Nikolaikirche im Jahr 1783. Johann Ziegler, Kupferstich und Radierung, koloriert.

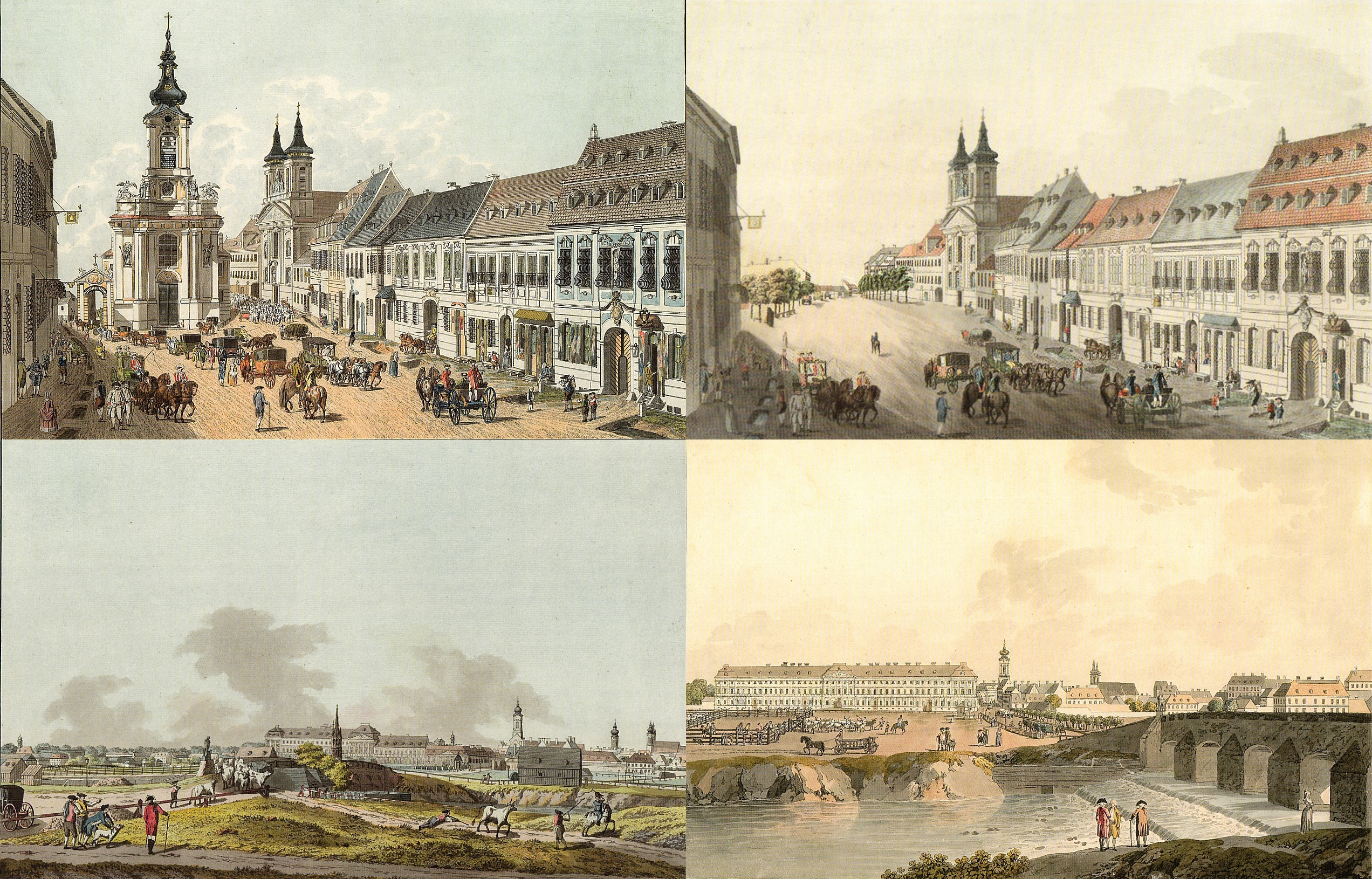
Ansichten der Landstraße vor dem Abriss der Nikolaikirche (links) und danach (rechts). Johann Ziegler und Laurenz Janscha, Kupferstich und Radierung, koloriert.

Die Pfarrkirche St. Nikolaus, Nikolaikirche genannt, war eine Kirche an der Stelle des heutigen Rochusmarktes in Wien-Landstraße. Sie wurde nach mehreren Vorgängerbauten 1736 errichtet und 1784 abgebrochen.

## Geschichte
Im 12. Jahrhundert entwickelte sich um den Platz vor der heutigen Rochuskirche ein dörflicher Siedlungskern mit einer dem heiligen Nikolaus geweihten Kapelle, nach der die Siedlung „Nikolaivorstadt“ genannt wurde.
Ebenfalls im 12. Jahrhundert wurde in unmittelbarer Nähe, im Bereich der heutigen Rasumofskygasse, Salmgasse und Geusaugasse, ein Zisterzienserinnen-Kloster gegründet, das dem Stift Heiligenkreuz unterstand. Dieses Kloster war zwar der heiligen Maria geweiht, wurde jedoch wegen der Nähe der Nikolaikapelle Nikolai- oder Niklaskloster genannt.
Im Zuge der Ersten Türkenbelagerung wurde das Nikolaikloster 1529 vollkommen zerstört, die Nonnen flüchteten in den Schutz der Stadtmauern Wiens. Eine Bitte um Wiederaufbau wurde 1534 vom Landesfürsten nicht gewährt, die Nonnen kamen im Stift St. Bernhard bei Horn unter. 1538 wurden die Klosterruinen abgetragen. 1540 schenkte Kaiser Ferdinand I. den öden Grund des ehemaligen Klosters der Stadt Wien, um dort einen Friedhof anzulegen.
Die Nikolaikirche wurde wieder aufgebaut, allerdings während der Zweiten Türkenbelagerung 1683 neuerlich zerstört. 1698 ließ der Gastwirt Kaspar Rothmayer eine Friedhofskapelle errichten. Ab 1736 wurde diese Kapelle durch eine von Karl Hieronymus Helm errichtete Barockkirche in italienischem Stil ersetzt, diese wurde 1737 von Weihbischof Joseph Braitenbücher geweiht. Die Kirche hatte einen einzigen Turm mit vier Glocken über der Fassade mit sechs dorischen Pilastern. Das Deckenfresko stammte von Paul Troger.
1741 wurde Georg Raphael Donner auf dem Nikolaifriedhof begraben. 1784 wurde der Friedhof im Zuge der Josephinischen Reformen aufgelassen, die Leichen wurden exhumiert und in den Sankt Marxer Friedhof transferiert. Die Nikolaikirche wurde abgerissen, die nahegelegene Rochuskirche übernahm die Funktion der Landstraßer Pfarrkirche.
Die Orgel wurde 1789 in die Pfarrkirche Großau im Waldviertel übertragen.